# Санта-Мариана
Са́нта-Мариа́на (порт. Santa Mariana) — муниципалитет в Бразилии, входит в штат Парана. Составная часть мезорегиона Север Пиунейру-Паранаэнси. Входит в экономико-статистический микрорегион Корнелиу-Прокопиу. Население составляет 12437 человек на 2021 год. Занимает площадь 423,909 км². Плотность населения — 29,34 чел./км². Населенный пункт был назван в честь Марианы Жункейры, супруги первого владельца земельного надела в этом районе, Франсиску Жункейры.

## История
В 1934 году на землях, принадлежащих Франсиску Жункейре возникло небольшое поселение. Плодородная почва в этой местности создавала условия для развития сельского хозяйства, поэтому оно постоянно пополнялось новыми иммигрантами и внутренними переселенцами.
Развитие кофейного производства способствовало росту уровня жизни населения, и в скором времени здесь сложились условия для административной самостоятельности. Законом штата № 2 от 2 октября 1947 года Санта-Мариана была выделена из состава Бандейрантиса и возведена в статус муниципалитета. Официальное учреждение муниципалитета состоялось 1 ноября 1947 года.

## География
Санта-Мариана располагается на Плато Параны. Высота над уровнем моря — 462 м.
Экозона Санта-Марианы - атлантический лес.
В Санта-Мариане преобладает тропический климат. Большую часть года идут дожди; несколько сухих месяцев оказывают лишь незначительное влияние на общий климат. Согласно классификации Кёппена ему соответствует тип Am (тропический муссонный климат). Среднегодовая температура составляет 22,2 °C, а годовое количество осадков — 1506 мм.

### Водоёмы
Санта-Мариана расположена у реки Паранапанема, которая образует северную границу со штатом Сан-Паулу. Река Риу-дас-Синзас служит северо-восточной границей муниципалитета, а ее левый приток Риу-Ларанжинья формирует юго-восточную границу.

### Дороги
Санта-Мариана находится на федеральной трассе BR-369, соединяющей муниципалитеты Лондрина и Ориньюс в штате Сан-Паулу.

## Демография

### Динамика населения
| Год  | Население | % городского населения | % сельских жителей |
| ---- | --------- | ---------------------- | ------------------ |
| 1950 | 15.533    | 16 %                   | 84 %               |
| 1960 | 20.400    | 27 %                   | 73 %               |
| 1970 | 22.793    | 36 %                   | 64 %               |
| 1980 | 15.380    | 49 %                   | 51 %               |
| 1991 | 14.711    | 57 %                   | 43 %               |
| 2000 | 13.470    | 64 %                   | 36 %               |
| 2010 | 12.435    | 67 %                   | 33 %               |
| 2021 | 11.523    |                        |                    |

Источник: IBGE (2011)